# Austrian Open 1988
L'Austrian Open 1988 è stato un torneo di tennis giocato sulla terra rossa. È stata la 43ª edizione del torneo, che fa parte del Nabisco Grand Prix 1988. Si è giocato a Kitzbühel in Austria dall'1 al 7 agosto 1988.

## Campioni

### Singolare maschile
Kent Carlsson ha battuto in finale  Emilio Sánchez con il punteggio di 6–1, 6–1, 4–6, 4–6, 6–3

### Doppio maschile
Emilio Sánchez /  Sergio Casal hanno battuto in finale  Joakim Nyström /  Claudio Panatta con il punteggio di 6–4, 7–5